# Balbina Římská
Svatá Balbina Římská byla křesťanská mučednice 2. století.

## Život a legenda
Byla dcerou římského tribuna a žalářníka Quirina. Podle legendy Quirinus dostal příkaz zadržet papeže Alexandra I. a muže jménem Hermes kvůli jejich křesťanské víře. Byli drženi v oddělených věznicích, které byly od sebe ve velké vzdálenosti, a obě byly spoutány a dobře střeženy. Quirinus se snažil přesvědčit Herma pro římské pohanství, nicméně slíbil, že se stane křesťanem, pokud Hermes dokáže, že existuje posmrtný život. Hermes vysvětlil, že papež Alexander může argumentovat lépe než on, a několikrát požádal o návštěvu jeho vězení. Quirinus s tím nejprve souhlasil, ale po chvíli se rozzlobil, přesvědčen, že tyto návštěvy byly lehkovážné výlety. Zpřísnil stráž, aby spolu nemohli mluvit. Té noci se Hermes modlil a papeži Alexandrovi se zjevil anděl, který uvolnil jeho řetězy a přivedl ho do Hermovy vězeňské cely.
Druhý den ráno přišel Quirinus do Hermovy cely jako obvykle a byl šokován, když uvnitř našel oba muže. Při vyprávění o zázraku se svěřil s nemocí své dcery. Balbina pak měla najít řetězy sv. Petra a políbit je. Quirinus věděl, kde byl Petr držen před svou mučednickou smrtí a dceru tam dovedl. Když se stalo podle Hermova doporučení, Quirinus okamžitě nechal papeže Alexandra a Herma omilostnit a propustit. Spolu s manželkou a dcerou byl pokřtěn papežem. Papež Alexandr stanovil, že od toho dne by se měl slavit zázrak řetězů, a postavil kostel apoštola Petra, kde se řetězy od té doby drží. Kostel, který nazval "ad Vincula" ("v řetězech"), je dnes římským kostelem svatého Petra v okovech.
Další zpráva uvádí Quirina jako toho, kdo nařídil popravit Alexandra a dva další, Eventia a Theodola, kteří byli zatčeni na příkaz Traiana. Quirinus však konvertoval ke křesťanství poté, co byl svědkem zázraků provedených těmito třemi světci, a byl spolu se svou manželkou a dcerou Balbínou pokřtěn.
V obou popisech byl pak Quirinus jako křesťan zatčen a 30. března 116 sťat. Byl pohřben v katakombě Prætextatus na Via Appia. Jeho hrob byl později považován s velkou úctou a je zmiňován ve starých itinerářích (průvodcích pro poutníky) římských katakomb.
Není zcela známo, co se stalo s Balbínou po smrti jejího otce, ale některé zprávy ji uvádějí, že žila jako panna až do své smrti v roce 130 n. l.

## Úcta
Její svátek se slaví 31. března.